# كأس رئيس الاتحاد الآسيوي 2013
كأس رئيس الاتحاد الآسيوي 2013 هي النسخة التاسعة من كأس رئيس الاتحاد الآسيوي، وهي بطولة كرة قدم تنظم من قبل الاتحاد الآسيوي لكرة القدم (AFC) للأندية من «البلدان الناشئة» في آسيا.

## الفرق المتأهلة
وضع الاتحاد الآسيوي إجراءات لتحديد الاتحادات المشاركة، على أن يتخذ الاتحاد الآسيوي القرار النهائي في نوفمبر 2012. ويمكن إجراء التغييرات التالية على قائمة الاتحادات المشاركة من كأس رئيس الاتحاد الآسيوي 2012 في حال وافق الاتحاد الآسيوي على الطلبات التالية التي يدلى بها أي اتحاد:
- اتحاد يشارك بالأصل في كأس الاتحاد الآسيوي قد يطلب المشاركة في كأس الاتحاد الآسيوي 2013.
- اتحاد لا يشارك بالأصل في أي من بطولات الاتحاد الآسيوي للأندية قد يطلب المشاركة في كأس رئيس الاتحاد الآسيوي 2013.

يتم منح كل اتحاد مشارك مقعد واحد.
تم إجراء التغييرات التالية في الاتحادات المشاركة مقارنة مع العام السابق:
- مشاركة أندية الفلبين في كأس رئيس الاتحاد الآسيوي بدءاً من 2013 تمت الموافقة عليها من قبل الاتحاد الآسيوي.[3]
- مشاركة أندية طاجيكستان تمت ترقيتها من كأس رئيس الاتحاد الآسيوي إلى كأس الاتحاد الآسيوي بدءاً من 2013 من قبل الاتحاد الآسيوي.[4]

| الاتحاد        | فريق                 | طريقة التأهل                                       | الظهور | آخر ظهور |
| -------------- | -------------------- | -------------------------------------------------- | ------ | -------- |
| بنغلاديش       | أباهاني ليميتد دكا   | بطل دوري بنغلاديش الممتاز لكرة القدم 2012          | الخامس | 2011     |
| بوتان          | ييدزين               | بطل دوري بوتان الوطني 2012–13                      | الرابع | 2012     |
| كمبوديا        | بويونغ كيت روبر فيلد | بطل الدوري الكمبودي 2012                           | الأول  | لا شيء   |
| تايبيه الصينية | شركة طاقة تايوان     | بطل دوري إنترسيتي لكرة القدم 2012                  | السادس | 2012     |
| قيرغيزستان     | دوردوي بيشكك         | بطل دوري قيرغيزستان 2012                           | الثامن | 2012     |
| منغوليا        | إركيم                | فائز كأس سوبر منغوليا 2012                         | الثاني | 2012     |
| نيبال          | نادي ثري ستار        | بطل دوري الدرجة الأولى التذكاري للشهداء 2012–13    | الثاني | 2005     |
| باكستان        | كي أر إل             | بطل دوري باكستان الممتاز 2012–13                   | الثالث | 2012     |
| فلسطين         | هلال القدس           | بطل الدوري الفلسطيني الممتاز للضفة الغربية 2011–12 | الأول  | لا شيء   |
| الفلبين        | غلوبال               | بطل دوري كرة القدم المتحد 2012                     | الأول  | لا شيء   |
| سريلانكا       | جيش سريلانكا         | وصيف دوري سريلانكا الممتاز لكرة القدم 2011–12      | الثاني | 2009     |
| تركمانستان     | بلقان                | بطل يوكاري ليغا 2012                               | الثالث | 2012     |

## الجدول
جدول مواعيد المسابقة هو كما يلي.
- دور المجموعات: 6–12 مايو 2013
- المرحلة النهائية: 23–29 سبتمبر 2013

## دور المجموعات
أقيمت قرعة دور المجموعات يوم 19 مارس 2013، 15:00 ت ع م+08:00، في مقر الاتحاد الآسيوي في كوالالمبور، ماليزيا. وتم تقسيم الفرق الإثني عشر على ثلاث مجموعات من أربعة. كل مجموعة لعبت على أساس الدوري المشترك من مرحلة واحدة في مكان مركزي، على أن تستضيف كمبوديا ونيبال والفلبين المجموعات بعد اختيارهم من قبل الاتحاد الآسيوي. تقدم فائز ووصيف كل مجموعة إلي المرحلة النهائية.

حسم التعادل
يتم تحديد ترتيب الفرق وفقاً للنقاط (3 نقاط للفوز، نقطة 1 للتعادل و0 من نقاط للخسارة) والمعايير الظاهرة في الترتيب التالي:
1. أكبر عدد من النقاط التي تم الحصول عليها في مباريات المجموعة بين الفرق المعنية
2. فارق الأهداف الناتج من مباريات المجموعة بين الفرق المعنية
3. أكبر عدد من الأهداف المسجلة في مباريات المجموعة بين الفرق المعنية (قانون الأهداف خارج القواعد لا ينطبق)
4. فارق الأهداف في جميع مباريات المجموعة
5. أكبر عدد من الأهداف المسجلة في جميع مباريات المجموعة
6. ركلات ترجيح من علامة الجزاء إذا إذا تعلق الأمر بفريقين اثنين وكلاهما على ميدان اللعب
7. أقل نتيجة محتسبة وفقاً لعدد من البطاقات الصفراء والحمراء التي أشهرت في مباريات المجموعة (نقطة 1 لكل بطاقة صفراء و3 نقاط لكل بطاقة حمراء نتيجة لإنذارين، و3 نقاط عن كل بطاقة حمراء مباشرة، و4 نقاط لكل بطاقة صفراء تتبعها بطاقة حمراء مباشرة)
8. سحب القرعة

### المجموعة A
- المباريات لعبت في كاتماندو، نيبال، من 7 إلى 11 مايو 2013 (جميع الأوقات ت ع م+05:45).[7]

| فريق           | لعب | ف | ت | خ | له | عليه | ف.أ | نقاط |
| -------------- | --- | - | - | - | -- | ---- | --- | ---- |
| نيبال          |     |   |   |   |    |      |     |      |
| منغوليا        |     |   |   |   |    |      |     |      |
| تايبيه الصينية |     |   |   |   |    |      |     |      |
| بنغلاديش       |     |   |   |   |    |      |     |      |

| شركة طاقة تايوان | 0–0   | إركيم |
| ---------------- | ----- | ----- |
|                  | تقرير |       |

| نادي ثري ستار | 1–1   | أباهاني ليميتد دكا |
| ------------- | ----- | ------------------ |
| شريستا 15'    | تقرير | توحيد 38'          |

| أباهاني ليميتد دكا | 1–1   | شركة طاقة تايوان  |
| ------------------ | ----- | ----------------- |
| شاكاوات 5'         | تقرير | هوانغ كاي-جون 14' |

| إركيم | 2–0   | نادي ثري ستار         |
| ----- | ----- | --------------------- |
|       | تقرير | زيكاهي 10' · فيمي 64' |

| إركيم         | 0–1   | أباهاني ليميتد دكا |
| ------------- | ----- | ------------------ |
| باتبيلغون 59' | تقرير |                    |

| نادي ثري ستار             | 2–2   | شركة طاقة تايوان                      |
| ------------------------- | ----- | ------------------------------------- |
| زيكاهي 7' · بودهاتوكي 15' | تقرير | كوو ين-هونغ 20' · هوانغ كاي-جون 45+1' |

### المجموعة B
- المباريات لعبت في مدينة سيبو، الفلبين، من 8 إلى 12 مايو 2013 (جميع الأوقات ت ع م+08:00).[8]

| فريق      | لعب | ف | ت | خ | له | عليه | ف.أ | نقاط |
| --------- | --- | - | - | - | -- | ---- | --- | ---- |
| قرغيزستان |     |   |   |   |    |      |     |      |
| باكستان   |     |   |   |   |    |      |     |      |
| الفلبين   |     |   |   |   |    |      |     |      |
| بوتان     |     |   |   |   |    |      |     |      |

| دوردوي بيشكك  | 1–1   | كي أر إل         |
| ------------- | ----- | ---------------- |
| خارتشينكو 23' | تقرير | إسحاق 50' (ركل.) |

| غلوبال                                                                | 0–5   | ييدزين |
| --------------------------------------------------------------------- | ----- | ------ |
| رايتشلت 5' · دي مورغا 9' · ستاروستا 15' · باهادوران 20' · أنغيليس 64' | تقرير |        |

| ييدزين | 9–0   | دوردوي بيشكك                                                                        |
| ------ | ----- | ----------------------------------------------------------------------------------- |
|        | تقرير | مرضييف 9'، 41'، 50'، 72'، 80' (ركل.) · رستموف 30'، 84' · شامشييف 54' · كاليوتين 62' |

| كي أر إل           | 0–2   | غلوبال |
| ------------------ | ----- | ------ |
| خان 12' · عادل 77' | تقرير |        |

| كي أر إل                                                                          | 0–8   | ييدزين |
| --------------------------------------------------------------------------------- | ----- | ------ |
| كليم الله 4' (ركل.)، 71'، 75'، 83'، 90+1' · خان 37' · السلام 44' · سعد الله 45+1' | تقرير |        |

| غلوبال      | 6–1   | دوردوي بيشكك                                                 |
| ----------- | ----- | ------------------------------------------------------------ |
| دي مورغا 9' | تقرير | مرضييف 14'، 25' (ركل.)، 55'، 64' · شامشييف 77' · تيتيه 90+3' |

### المجموعة C
- المباريات لعبت في بنوم بن، كمبوديا، من 6 إلى 10 مايو 2013 (جميع الأوقات ت ع م+07:00).[9]

| فريق        | لعب | ف | ت | خ | له | عليه | ف.أ | نقاط |
| ----------- | --- | - | - | - | -- | ---- | --- | ---- |
| تركمانستان  |     |   |   |   |    |      |     |      |
| دولة فلسطين |     |   |   |   |    |      |     |      |
| كمبوديا     |     |   |   |   |    |      |     |      |
| سريلانكا    |     |   |   |   |    |      |     |      |

| هلال القدس                       | 3–2   | بلقان                          |
| -------------------------------- | ----- | ------------------------------ |
| أبو رويس 39' · كاتلون 73' (ركل.) | تقرير | غارادانوف 5' · قرباني 79'، 89' |

| بويونغ كيت روبر فيلد                                          | 0–6   | جيش سريلانكا |
| ------------------------------------------------------------- | ----- | ------------ |
| فاثاناكا 8'، 27' (ركل.)، 61'، 89' · سوكنغون 72' · سوكفينغ 85' | تقرير |              |

| جيش سريلانكا | 10–0  | هلال القدس |
| ------------ | ----- | --- |
|              | تقرير | كاتلون 13' (ركل.)، 48' (ركل.)، 79' · أبو غرقود 35'، 49' · عبيد 66' · لافي 68'، 86' · أبو جزر 90' · أبو رويس 90+2' |

| بلقان                       | 0–2   | بويونغ كيت روبر فيلد |
| --------------------------- | ----- | -------------------- |
| غارادانوف 8' · شيرميدوف 85' | تقرير |                      |

| بلقان                                                                            | 0–5   | جيش سريلانكا |
| -------------------------------------------------------------------------------- | ----- | ------------ |
| تشونكاييف 2' · بيرموف 13' · شيرميدوف 56' · عطامحمدوف 74' · يامانالاغي 79' (ه.ع.) | تقرير |              |

| بويونغ كيت روبر فيلد | 1–0   | هلال القدس    |
| -------------------- | ----- | ------------- |
|                      | تقرير | أبو غرقود 87' |

## المرحلة النهائية
تلعب المرحلة النهائية في مكان مركزي، يتم اختياره من بين المتأهلين للمرحلة النهائية.
الفرق المتأهلة
- دوردوي بيشكك
- إركيم
- نادي ثري ستار
- كي أر إل
- هلال القدس
- بلقان

الفرق الست سيتم تقسيمهم إلى مجموعتين من ثلاث بعد الانتهاء من دور المجموعات. كل مجموعة تلعب على أساس الدوري المشترك من مرحلة واحدة، وبنفس قواعد الترتيب كما في دور المجموعات. الفائز من كل مجموعة يتقدم إلى النهائي. يلعب النهائي من مباراة واحدة، على أن يستخدم الوقت الإضافي وركلات الترجيح لتحديد الفائز إذا لزم الأمر.

### المجموعة A
| فريق | لعب | ف | ت | خ | له | عليه | ف.أ | نقاط |
| ---- | --- | - | - | - | -- | ---- | --- | ---- |
|      |     |   |   |   |    |      |     |      |
|      |     |   |   |   |    |      |     |      |
|      |     |   |   |   |    |      |     |      |

| A3 | ضد | A1 |
| -- | -- | -- |
|    |    |    |

| A2 | ضد | A3 |
| -- | -- | -- |
|    |    |    |

| A1 | ضد | A2 |
| -- | -- | -- |
|    |    |    |

### المجموعة B
| فريق | لعب | ف | ت | خ | له | عليه | ف.أ | نقاط |
| ---- | --- | - | - | - | -- | ---- | --- | ---- |
|      |     |   |   |   |    |      |     |      |
|      |     |   |   |   |    |      |     |      |
|      |     |   |   |   |    |      |     |      |

| B3 | ضد | B1 |
| -- | -- | -- |
|    |    |    |

| B2 | ضد | B3 |
| -- | -- | -- |
|    |    |    |

| B1 | ضد | B2 |
| -- | -- | -- |
|    |    |    |

### النهائي
| فائز المجموعة B | ضد | فائز المجموعة A |
| --------------- | -- | --------------- |
|                 |    |                 |

## وصلات خارجية
- الموقع الرسمي